# Les veinards
Les veinards (cu sensul de Norocoșii) este un film de antologie de comedie franțuzesc regizat de Jack Pinoteau, Philippe de Broca și Jean Girault în 1962 care a avut premiera la 26 aprilie 1963. Filmul este format din cinci segmente, ale căror personaje principale sunt cele norocoase care au câștigat premiile principale ale diverselor loterii. În ultima parte, rolul principal este interpretat de Louis de Funès.
Filmul mai este cunoscut sub denumirile: People in Luck sau The Lucky (versiunea engleză), Die Glückspilze sau Fünf Glückspilze (Germania de Vest), I fortunati (Italia) sau Счастливчики în Uniunea Sovietică.

## Segmente

### Nurca
(Le vison)
Regia: Jean Girault - Adaptare: Jean Girault, Jacques Vilfrid - Dialoguri: Jacques Vilfrid
Jacqueline, slujnica lui Jérôme și a Laurei, câștigă o haină de nurcă. Urmează o serie de dezastre provocate de rivalitatea celor două femei.
- Mireille Darc : Jacqueline, servitoarea cu haina de nurcă
- François Périer : Jérôme Boisselier, soțul Laurei
- Jacqueline Monsigny : Laura Boisselier, soția lui Jérôme
- Yvonne Clech : doamna Élise Flavigny, soția industriașului
- Guy Tréjan : domnul Georges Flavigny, industria

### Masa gastronomică
(Le repas gastronomique)
Regia: Jean Girault - Adaptare: Jean Girault, Jacques Vilfrid - Dialoguri: Jacques Vilfrid
Ororile și nenorocirile domnului Bricheton, câștigător al unei mese somptuoase la „Poularde dorée”. Este un drum lung, din păcate, de la ceașcă până la buze.
- Francis Blanche : domnul Bricheton, câștigătorul unei mese
- Claudine Coster : Virginie, femeia îndrăgostită la restaurant
- Jean-Henri Chambois : director al restaurantului « La Poularde dorée »
- Bernard Musson : majordomul restaurantului
- Daniel Ceccaldi : omul îndrăgostit de Virginia
- Laure Paillette : portarul domnului Bricheton
- Jean Droze : Louis, un ospătar
- Charles Bayard :  client enervat
- Philippe Dumat : un client al restaurantului
- Florence Blot : client englez
- Nicole Desailly
- Jess Hahn

### Vedeta
(La vedette)
Regia: Philippe de Broca - Adaptare: Philippe de Broca, Daniel Boulanger - Dialoguri: Daniel Boulanger - Temă muzicală : Darry Cowl
Colecționarul de afișe Taquet, câștigă datorită unei competiții, o noapte în compania unei vedete. Dar este Patricia cu adevărat o vedetă? Și Taquet își va atinge scopurile?
- Darry Cowl : domnul Simon Taquet, colecționarul de afișe
- Geneviève Cluny : Patricia Padigton, vedeta
- Pierre Doris : domnul "Sam Chips", organizatorul jocului
- Philippe de Broca : trecătorul care primește afișul
- Bibi Morat : băiețelul
- Roger Trapp : agentul Tapin
- Jacques Hilling : reporter
- Jean-Pierre Rambal : ospătarul
- Madeleine Clervanne : portarul

### Iahtul
(Le yacht)
Regia: Jean Girault - Adaptare: Jean Girault, Jacques Vilfrid - Dialoguri: Jacques Vilfrid
Iahtul care recompensează cuplul Duchemin riscă să le scufunde fericire conjugală. Amanta domnului, Corinne, secretarul madamei, Philippe confundă situația...
- Pierre Mondy : domnul Henri Duchemin
- Jacqueline Maillan : doamna Élisabeth Duchemin, soția sa
- France Anglade : Corinne, amanta domnului Duchemin
- Philippe Nicaud : Philippe, secretarul doamnei Duchemin
- Jean Lefebvre : marinar
- Jacques Seiler : barman
- Fulbert Janin : recepționer de la hotel

### Lozul cel mare
(Le gros lot)
Regia Jack Pinoteau - Adaptare: Jack Pinoteau, Jacques Emmanuel - Dialoguri: Jacques Emmanuel
Suta de milioane de franci de la loterie pe care domnul Beaurepaire tocmai a primit-o la Paris, însoțit de soția sa și de fiica sa Danielle, îl fac să-și piardă liniștea ceea ce i-ar putea provoca cele mai grave probleme.
- Louis de Funès : domnul Antoine Beaurepaire, câștigătorul fericit la loterie al marelui premiu de 100 de milioane
- Blanchette Brunoy : doamna Beaurepaire, soția sa
- France Rumilly : domnișoara Danielle Beaurepaire, fiica lor
- Noël Roquevert : bijutier
- Max Montavon : vânzător de bijuterii
- Jean Ozenne : recepționer de la hotel
- Robert Rollis : taximetrist
- Jack Ary : agent
- René Hell : vânzător de ziare
- Nono Zammit : agent
- Henri Lambert : „Cicatrice”, care împrumută bricheta de la domnul Beaurepaire
- Jean-Claude Brialy : automobilist
- Adrien Cayla-Legrand : Un spectator
- André Chanu
- Jean-Lou Reynolds
- Philippe Dehesdin
- Pierre Tornade
- Michel Gonzalès

## Legături externe
Les veinards la Internet Movie Database